# Ermengol V
Ermengol V zwany tym z Mollerussy (ur. 1078, zm. 1102 w León) – hrabia Urgell, syn Ermengola IV i jego pierwszej małżonki, Lucii de la Marca. Spędził sporą część życia w Kastylii, gdzie w 1095 pojął za żonę Marię Ansúrez, córkę Pedro Ansúreza, pana Valladolid. Z tego związku urodzili się:
- Ermengol VI, hrabia Urgell;
- Piotr de Urgell;
- Major de Urgell, wydana za Pedra Frolaza de Pegę, hrabiego Trastamary;
- Teresa de Urgell, wydana za Bernarda Wilhelma, hrabiego Cerdanyi;
- Stefania de Urgell (zm. 1143).

Podczas długich okresów pobytu w Kastylii cedował zarządzanie Urgell Guerauowi II, wicehrabiemu Cabrery.
Bezpośrednia przyczyna jego śmierci pozostaje tajemnicą, bez wątpienia jednak związana jest z muzułmańskimi atakami wynikającymi z pierwszej rekonkwisty Balaguer w 1101.